# Gespräche mit dem Ewigen Juden
Die Gespräche mit dem Ewigen Juden ist eine satirische Erzählung von Lion Feuchtwanger. Sie wurde in der Zeit vom 4. Januar 1920 bis zum 22. Januar 1920 geschrieben und erschien im selben Jahr im Georg Müller Verlag für 5,00 Mark als Teil der Novellensammlung An den Wassern von Babylon. Ein fast heiteres Judenbüchlein, herausgegeben von Hermann Sinsheimer. Die Erzählung, welche in der Wissenschaft als „Spottdichtung auf den Antisemitismus“ angesehen wird, thematisiert im Wesentlichen das Erstarken der antisemitischen Bewegung in München in der Anfangszeit der Weimarer Republik vor dem Hintergrund der Lächerlichkeit seiner Befürworter.
Eine besondere Rolle innerhalb der Erzählung übernimmt die Figur des Ewigen Juden, die gemeinsam mit dem namenlosen Protagonisten des Werks über den Sinn und Zweck ihrer Existenz und die Funktion und Gefahren des Antisemitismus philosophiert.

## Inhalt der Erzählung

### Das erste Treffen im Cafe Odeon
Eines Morgens trifft der namenlos bleibende Ich-Erzähler im Cafe Odeon in München auf den Ewigen Juden. Nach kurzer Vorstellung kommen die beiden ins Gespräch. Der Ewige Jude ist schlecht gelaunt, weil er seine Funktion – die des antisemitischen Stigmata der Juden – als überholt ansieht. Nach einer Diskussion über den Mystiker und Rabbiner Abraham Abulafia und über die Lyrik Heinrich Heines kommen die beiden auf die Funktion der Kunst zur Abwehr des Antisemitismus zu sprechen. Bevor der Ewige Jude zusammen mit dem Ich-Erzähler das Cafe in Richtung eines Freundes verlässt, trägt er sich mit dem Gedanken, eine antisemitische Zeitung zu gründen, um der Bewegung in München neuen Auftrieb zu geben.
Auf dem Weg zu Marbod Timm, einem glühenden Anhänger der antisemitischen Ideen, kommen der Ewige Jude und der Ich-Erzähler auf das „Wesen des Münchners“ zu sprechen. Bei der Schwester Timms angekommen, stellt sich der Ewige Jude als Dr. A.Has vor. Timms Frau Gertrud Hohenleitner ist Gegnerin des Antisemitismus und versucht, den Ewigen Juden von der Lächerlichkeit dieser Bewegung zu überzeugen, aber der Versuch misslingt. Nach dem Disput verlassen der Erzähler und der Ewige Jude das Haus der Familie Timm, nachdem dieser lediglich als Mitläufer entlarvt wurde.

### Im Zimmer des Hotels Marienbad
Ein paar Tage später besucht der Ich-Erzähler den Ewigen Juden in seinem Hotelzimmer im Hotel Marienbad. Er sitzt im Pyjama an seinem Frühstückstisch und betrachtet Spaltpilze durch das Mikroskop. Im Glauben, durch das Säen von Zwietracht und antisemitischer Propaganda das „Märchen von der jüdischen Weltherrschaft“ erneut anfachen zu können, erlebt der Ewige Jude einen kurzen Moment der Freude, ehe er erneut in Trübsal versinkt. Auf die Frage, wieso er von der Idee des Antisemitismus inzwischen selbst nicht mehr überzeugt sei, entgegnet der Ewige Jude:
„Jetzt haben sich die Juden so tief in die deutsche Kultur hineingebaut, daß mein Dasein seinen Sinn verloren hat. Worauf fußt denn jetzt meine Existenz? (...) Wollte man heut die Juden aus der deutschen Kultur herausreißen, das ganze Gebäude müßte zusammenstürzen.“

### Der Stemmklub
Bei einem späteren Besuch im Büro des Stemmklubs „Schwarz-Weiß-Rot vom Sirius bis zur Jungfrau“ in der Dietlinderstraße 13 stellt der Ewige Jude dem Ich-Erzähler die bisherigen Unterstützer seiner Idee von der Gründung der Antisemiten-Zeitung vor. Allesamt werden die dargestellten Figuren hier als zerstritten, unprofessionell und lächerlich dargestellt. Letztlich sind alle Beteiligten lediglich an ihrem eigenen finanziellen Wohlergehen interessiert und schauen auf sich selbst. Am Ende der Gesprächsrunde vermag man sich zumindest auf den Titel der Zeitung zu einigen.

### Die Vision in den Redaktionsräumen
Während einer kleinen Feier im Redaktionszimmer der neu gegründeten Zeitung studiert der Ewige Jude antijüdische Schriften der letzten Jahrhunderte und trinkt und raucht gemeinsam mit dem Ich-Erzähler. Während einer unheimlichen Szene erscheinen in dem sich zunehmend verfinsternden Raum Juden aus der Vergangenheit und umschweben die nun monströs wirkende Gestalt. Mit Bezug auf die jüdischen Geister bezeichnet der Ewige Jude den Judenhass als Golem der jüdischen Geschichte: „Schiebt man ihm nur das rechte Amulett unter die Zunge, dann steht er auf und wandelt. (...) Er ist der Ungeist, der aufsteht wider den Geist.“ Inmitten des Gesprächs erscheinen nun weitere Gestalten in Form von Geistlichen und Bauernfiguren, die dem Ewigen Juden zu seinem Vorhaben zuprosten. In einer letzten Szene erweitert sich der Raum erneut und der Ich-Erzähler sieht sich selbst auf einer Art Richtplatz, auf dem unzählige Juden aus verschiedenen Zeiten mitsamt ihren Habseligkeiten verbrannt werden.

### Der Besuch Marbod Timms
In den folgenden Tagen besucht Marbod Timm den Ich-Erzähler in seiner Wohnung. Er erklärt diesem, er habe die antisemitische Bewegung verlassen und deren Falschheit durchschaut. Als Timm über die hohe antisemitische Kunst der vergangenen Jahrhunderte ins Schwelgen gerät, zeigt ihm der Ich-Erzähler die Schrift Daß unser Herr Jesus ein geborener Jude sei von Martin Luther, in der dieser sich in seinen Anfangsjahren für die Juden einsetzte. Nach der endgültigen Überzeugung Timms von der Unsinnigkeit des Antisemitismus trennen sich beide freundschaftlich.

### Die Taufe
Wenig später steht die Taufe der beiden neugeborenen Zwillinge der Timms an, der neben dem Ich-Erzähler auch der Ewige Jude beiwohnt. Während des gemeinsamen Spaziergangs dorthin erzählt der Ewige Jude vom Scheitern der neugegründeten antisemitischen Zeitung und gibt sich schließlich geschlagen. Er beschließt, seine Rolle als antisemitisches Schreckgespenst aufzugeben.

## Deutung des Ewigen Juden
Mona Körte sieht den Ewigen Juden bei Feuchtwanger als „flüchtig vernähte Figur, (...) [die] sich (...) als ewiger Selbstläufer perpetuiert.“ Die Figur wird in besonderem Maße durch das Stilmittel der repetitiven Charakterisierung bestimmt, die den Ewigen Juden vor allem auf „negative Nachahmung“ zurückführt, was sich unter anderem an seinen sich stets wiederholenden Gesten darstellt.
Der Ewige Jude ist bei Feuchtwanger in diesem Sinne keine klassische Figur im Sinne der Figurentheorie mehr. Sie funktioniert als antisemitische Argumentationsstruktur, die sich in keiner Weise durch klassische Charakteristika (z. B. Figurenname, Figurenhandlung) auszeichnet. Im Rahmen einer Selbstcharakterisierung definiert sich die Figur aus diesem Grund auch selbst wie folgt:
„Ich bin Antisemit aus Neigung und Überzeugung. Mein Zweck ist, nachzuweisen, (...) daß alles Unheil, das jemals in der Welt passiert ist, (...) von den Juden angestiftet wurde.“
„Wo sich ein bißchen Dummheit zeigte, sogleich bin ich gekommen und habe nicht nachgelassen und habe gebohrt und gebohrt, bis ich sie in die rechte Bahn lenkte und bis sie die Juden totschlug und verjagte.“